# Jaime Escalante
Jaime Escalante   (La Paz, 31 de desembre de 1930 - Roseville, 30 de març de 2010) va ser un educador bolivià que va revolucionar l'ensenyament de les matemàtiques de secundària a Califòrnia. La pel·lícula Lliçons inoblidables va immortalitzar la seva experiència vital.

## Vida i Obra
Escalante va néixer a La Paz, fill de pares mestres. Després d'estudiar al col·legi jesuïta de la capital, es va graduar de professor a la Escuela Normal de La Paz el 1954. Després d'uns anys fent de professor de secundària al seu país, a començaments dels anys 1960's va marxar a Puerto Rico amb una ajuda econòmica de l'Aliança per al Progrés. El 1964 va anar a Califòrnia on, mentre feia de forner en una gran empresa de pastisseria, va estudiar anglès al Pasadena City College. El 1967, quan començava a dominar l'idioma, va començar a treballar a Burroughs Corporation empresa que va deixar el 1974, tot i que li havien ofert un bon lloc de treball a la factoria de Mèxic, perquè ell volia ser mestre. Va obtenir el títol de mestre a la Universitat Estatal de Califòrnia i el mateix any va començar a ensenyar matemàtiques a la Garfield High School, un institut de secundària d'un barri marginal a l'est de Los Angeles.
Va ser en aquest institut on va aconseguir resultats sorprenents en matemàtiques d'alumnes procedents de les classes més baixes. Aplicant sistemes pedagògics innovadors va atraure l'interès dels joves fins al punt de que molts d'ells podien superara els exàmens de càlcul avançat (els Advanced Placement Calculus o AP Calc). Aquest episodi és el tema de la pel·lícula esmentada. Especialment el fet que, el 1982, els seus estudiants es van veure obligats a repetir l'examen perquè l'agència federal ETS, organitzadora de les probes, va sospitar que havien copiat: tots van superar amb brillantor la repetició de l'examen.
El 1990 va deixar aquest institut per anar a un altre de similar: el Hiram Johnson High School de Sacramento en el qual es va retirar el 1998 i en el que no va obtenir uns resultats tan espectaculars. En retirar-se, se'n va anar a viure a Cochabamba (Bolívia) on va col·laborar a temps parcial amb la universitat del Valle.

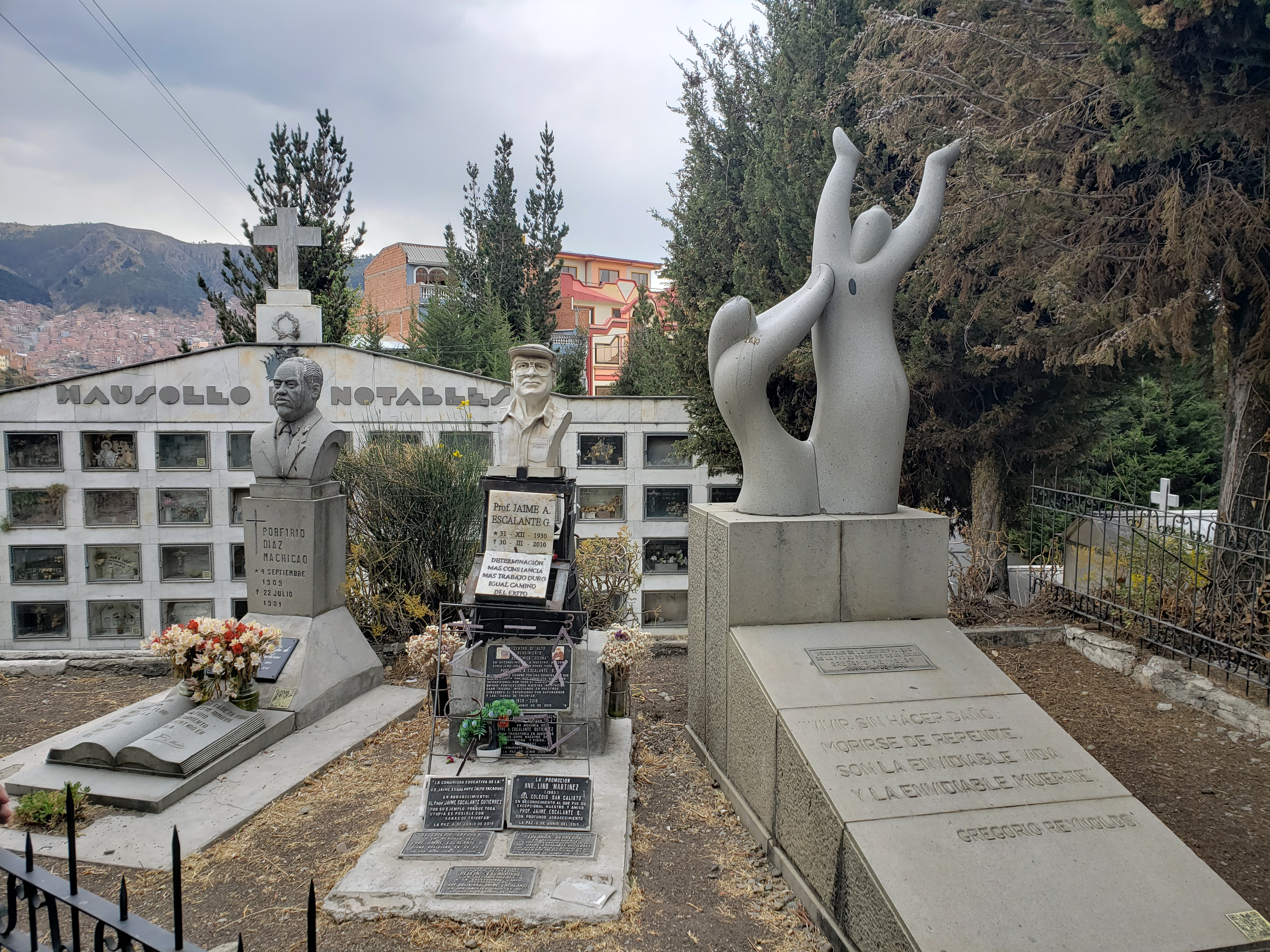
Al centre, tomba de Jaime Escalante al cementiri de La Paz.

En detectar-li un càncer, va tornar als Estats Units on va morir el 2010 a casa del seu fill, a Roseville (Califòrnia). Va ser enterrat inicialment al cementiri local, però el 2019 les seves despulles van ser traslladades al cementiri de La Paz, al mausoleu de personatges il·lustres.